# Муджень (комуна)
Муджень, Муджені (рум. Mugeni) — комуна у повіті Харгіта в Румунії. До складу комуни входять такі села (дані про населення за 2002 рік):
- Алуніш (143 особи)
- Бета (304 особи)
- Дежуціу (200 осіб)
- Добень (587 осіб)
- Лутіца (760 осіб)
- Метішень (128 осіб)
- Муджень (1042 особи) — адміністративний центр комуни
- Теєтура (296 осіб)

Комуна розташована на відстані 213 км на північ від Бухареста, 47 км на захід від М'єркуря-Чука, 136 км на південний схід від Клуж-Напоки, 73 км на північний захід від Брашова.

## Населення
За даними перепису населення 2002 року у комуні проживали 5869 осіб.
Національний склад населення комуни:
| Національність | Кількість осіб | Відсоток |
| -------------- | -------------- | -------- |
| угорці         | 5800           | 98,8%    |
| цигани         | 45             | 0,8%     |
| румуни         | 22             | 0,4%     |
| німці          | 2              | < 0,1%   |

Рідною мовою назвали:
| Мова      | Кількість осіб | Відсоток |
| --------- | -------------- | -------- |
| угорська  | 5847           | 99,6%    |
| румунська | 22             | 0,4%     |

Склад населення комуни за віросповіданням:
| Релігія                                       | Кількість осіб | Відсоток |
| --------------------------------------------- | -------------- | -------- |
| реформати                                     | 4030           | 68,7%    |
| римо-католики                                 | 1555           | 26,5%    |
| унітарії                                      | 108            | 1,8%     |
| не релігійні                                  | 65             | 1,1%     |
| баптисти                                      | 29             | 0,5%     |
| православні                                   | 24             | 0,4%     |
| адвентисти                                    | 6              | 0,1%     |
| греко-католики                                | 2              | < 0,1%   |
| лютерани (Синодально-пресвітеріанська церква) | 2              | < 0,1%   |
| бретрени                                      | 1              | < 0,1%   |
| не вказали релігію                            | 7              | 0,1%     |